# Angela Scanlon
Angela Marie Scanlon (Ratoath, Condado de Meath, 29 de diciembre de 1983) es una presentadora de televisión y locutora irlandesa conocida por sus trabajos en RTÉ y la BBC. Empezó en la televisión irlandesa, donde presentó varios programas en RTÉ, entre ellos el documental Oi Ginger! en 2014.
Desde 2016, ha aparecido como reportera en The One Show, y fue presentadora en ausencia de Alex Jones. Su primer papel en un gran programa británico fue como copresentadora de Robot Wars con Dara Ó Briain en 2016.

## Primeros años
Scanlon nació en Ratoath, Condado de Meath, Irlanda. Su padre trabajaba en la construcción y su madre en la administración. Tiene tres hermanas. Fue a la escuela en Dunshaughlin, Meath. Estudió administración en la Universidad Tecnológica de Dublín. Tras licenciarse, viajó durante un tiempo, incluidos seis meses en Nueva York (donde trabajó en un pub irlandés), Australia y el sudeste asiático. Planeó montar una tienda de moda a su regreso a Irlanda.

## Carrera
Scanlon ha trabajado como estilista y periodista, antes de dedicarse a la televisión. Ha escrito para Tatler, Grazia, Company, U Magazine y Sunday Times Style. También escribió la columna «Out of the Closet» para la revista Weekend del Irish Independent.
En 2012, The Irish Times la describió como una de las «diez instagramers irlandesas a las que hay que seguir». En 2013, la revista Vogue la nombró como «alguien a quien seguir» y The Observer la citó en su habitual artículo «Why We're Watching» como la nueva reina de la moda en pantalla del Reino Unido. The Daily Telegraph también elogió el talento de Scanlon en Who's That Girl. Más tade, protagonizó una campaña para Louis Vuitton.
Tras trabajar en los programas de moda Xposé y Off the Rails para RTÉ y en Sunday Brunch de Channel 4, pasó a formar parte de The Movie Show de RTÉ como reportera, y en The Love Clinic en 2012. En 2013 y 2014 apareció en el popular programa The Saturday Night Show con el presentador Brendan O'Connor.
Scanlon se unió al panel de Next Week's News en febrero de 2014 y también organizó una serie de 12 partes de Yahoo!, Work the Look en la que demostraba cómo llevar looks esenciales clave.
Su primer gran documental Oi Ginger! se emitió en 2014. Angela Scanlon: Full Frontal fue su serie de seguimiento emitida en octubre de 2014, en la que abordó temas a veces considerados tabú. Scanlon apareció en Ginger is the New Black de Republic of Telly's en octubre de 2014.
En 2014, presentó por tercera vez la Semana de la Moda de Londres, un trabajo que asumió en sustitución de Caroline Flack tras haber presentado durante dos años el Vodafone Live Lounge para el British Fashion Council en el evento. Copresentó el popular programa de la BBC de Irlanda del Norte y RTÉ, Getaways, en sustitución de Aoibhinn Ní Shúilleabháin. También puso en marcha la tienda de Halloween de Marks & Spencer con Joanna Lumley a beneficio de Oxfam. En 2016, presentó Angela Scanlon's Close Encounters!, y el documental, Trump's Unlikely Superfans, para BBC Three. Scanlon, junto con Michelle Ackerley, cubrió la maternidad de Alex Jones y copresentó The One Show con Matt Baker a principios de 2017.
En 2017, fue nombrada embajadora de Garnier, junto a Holly Willoughby y Davina McCall. No apareció como parte de la campaña publicitaria en 2018, dejando que Willoughby y McCall siguieran trabajando con la marca. De 2018 a 2021, presentó su propio programa en BBC Radio 2 los domingos por la mañana de 4 a 6 am. Su último programa se emitió el 25 de abril de 2021. Ella cubrió a Sara Cox mientras Sara cubría a Chris Evans en The Radio 2 Breakfast Show en 2018.
En 2019, empezó a presentar para BBC Two, Your Home Made Perfect, una serie de reformas del hogar. En 2022, apareció en The Wheel, de la BBC One, como invitada experta en pelirrojas.
En 2023, Scanlon compitió en la vigesimoprimera temporada de Strictly Come Dancing y formó pareja con el bailarín profesional Carlos Gu. La pareja logró llegar hasta la décima semana de la competencia, siendo eliminados y posicionándose en el sexto puesto.
Presenta los sábados y domingos, de 7.00 a 10.00 horas, en Virgin Radio UK, tras la dimisión de Graham Norton.
En 2024, es el rostro actual de los anuncios de televisión de Verisure.

## Vida personal
Está casada con Roy Horgan desde 2014; tienen dos hijas. Residen en el norte de Londres.

## Filmografía
| Año           | Título                                      | Papel                    | Notas                          |
| ------------- | ------------------------------------------- | ------------------------ | ------------------------------ |
| 2000          | Off the Rails                               |                          |                                |
| 2008–2010     | Xposé                                       | Estilista                |                                |
| 2010          | Next Week's News                            | Panelista                |                                |
| 2012          | The Love Clinic                             | Reportera                |                                |
| 2012–2013     | The Movie Show                              | Reportera                |                                |
| 2014          | Oi Ginger!                                  | Presentadora             |                                |
| 2014          | Angela Scanlon: Full Frontal                | Presentadora             |                                |
| 2015          | The Voice                                   | Presentadora en línea    |                                |
| 2015          | T in the Park                               | Copresentadora           |                                |
| 2015–2016     | Getaways                                    | Copresentadora           |                                |
| 2015–presente | The One Show                                | Reportera y presentadora | Suplente                       |
| 2016          | Angela Scanlon's Close Encounters           | Presentadora             |                                |
| 2016          | The British Academy Film Awards: Red Carpet | Presentadora             |                                |
| 2016          | Trump's Unlikely Superfans                  | Presentadora             |                                |
| 2016—2018     | Robot Wars                                  | Copresentadora           |                                |
| 2017          | Tourettes: Teenage Tics                     | Narradora                |                                |
| 2017          | Delete, Delete, Delete                      | Invitada                 |                                |
| 2017          | Debatable                                   | Panelista                | 3 episodios                    |
| 2017          | Britain's Greatest Invention                | Contribuyente            |                                |
| 2017          | World's Oldest Family                       | Presentadora             |                                |
| 2017          | Richard Osman's House of Games              | Ella misma               | Concursante; 5 episodios       |
| 2018–presente | Bake off: Extra Slice                       | Panelista                |                                |
| 2019–presente | Your Home Made Perfect                      | Presentadora             |                                |
| 2020–presente | The Noughties                               | Presentadora             |                                |
| 2021          | Alan Davies As Yet Untitled                 | Invitada                 |                                |
| 2021–presente | Your Garden Made Perfect                    | Presentadora             |                                |
| 2021–presente | Ask Me Anything                             | Presentadora             | Principal                      |
| 2023          | Strictly Come Dancing                       | Ella misma               | Concursante de la temporada 21 |